# Comté métropolitain et comté non métropolitain
 (février 2025).
Si vous disposez d'ouvrages ou d'articles de référence ou si vous connaissez des sites web de qualité traitant du thème abordé ici, merci de compléter l'article en donnant les références utiles à sa vérifiabilité et en les liant à la section « Notes et références ».

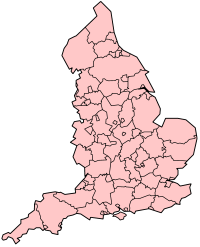

Les comtés métropolitains et comtés non métropolitains d'Angleterre sont des subdivisions administratives anglaises apparues en 1974 pour remplacer les comtés administratifs qui avaient eux-mêmes remplacé les comtés traditionnels en 1888. La répartition de ces comtés évolue après l'apparition des autorités unitaires en 1995.
En Angleterre et au pays de Galles, le terme non officiel de shire county désigne dans l'usage strict tout comté qui n'est pas un comté métropolitain, c'est-à-dire les comtés non métropolitains et les autorités unitaires. Ces derniers, créés en 1992, sont des entités administratives politiquement indépendantes de celle du shire county, même si traditionnellement elles en dépendent encore. Aujourd'hui, le terme de shire county a même tendance à désigner uniquement les territoires du comté non métropolitain qui ne sont pas organisés en autorité unitaire.

## Découpage et dénombrement
L'Angleterre est actuellement découpée en 82 comtés ou équivalent :
- 6 comtés métropolitains
- 28 comtés non métropolitains
- 49 autorités unitaires
- Le Grand Londres.

Les comtés métropolitains, à savoir Grand Manchester, Merseyside, Midlands de l'Ouest, Tyne et Wear, Yorkshire de l'Ouest et Yorkshire du Sud, ont été constitués dans les zones urbaines particulièrement peuplées en les détachant de leurs comtés d'origine.

## Historique

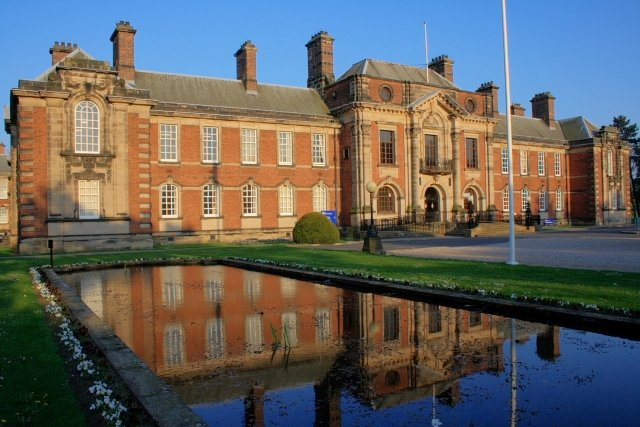
Le county hall du Yorkshire du Nord à Northallerton.

Plusieurs réformes accompagnent ces créations : 1972, 1986 et 2005 pour citer ici les principales.
Ainsi, entre 1974 et 1996, il n'y avait que 46 comtés. L'Île de Wight accède à ce statut le 1er avril 1995. De même pour Bournemouth, Darlington, Derby, Leicester, Luton, Milton Keynes, Poole, Portsmouth, Rutland and Southampton à compter du 1er avril 1997. Puis les comtés de Blackpool, Blackburn with Darwen, Halton, Medway, Nottingham, Peterborough, Plymouth, Swindon, Stoke-on-Trent, Southend-on-Sea, Telford and Wrekin, Torbay, Thurrock and Warrington furent créés le 1er avril 1998.
D'autres modifications, par fusion ou scission, ont également lieu entre 1995 et 1998. Citons ici pour l'exemple le comté de Hereford and Worcester scindé en deux (Hereford et Worcestershire) le 1er avril 1998. Depuis cette date, le découpage est resté inchangé sur l'ensemble de l'Angleterre.

## Subdivisions
Hormis les autorités unitaires, les territoires des comtés métropolitains et non métropolitains sont subdivisés en borough (District) qui sont au nombre de 292 : 36 districts métropolitains (totalisant chacun 200 000 habitants minimum) et 256 districts non métropolitains.

## Administration

Le shire hall du Kent à Maidstone.

Chaque comté non métropolitain est géré par un county council (Conseil de comté) élus pour 4 ans, dont les membres ne sont pas rémunérés, mais peuvent prétendre au versement d'indemnités. Un édifice qui héberge les services d'un comté, et où son conseil se rencontre, est nommé county hall ou shire hall, l'équivalent d'un hôtel de préfecture en France.
En revanche, les comtés métropolitains n'ont pas de County council et sont gérés au niveau des districts par les districts councils qui sont eux aussi composés d'élus. Leur structure est donc unitaire, calquée sur celle du Grand Londres.
| Comtés métropolitains, comtés non métropolitains et autorités unitaires d'Angleterre | | |
| | | |
| 1. Northumberland 2. Tyne and Wear † 3. Durham 4. Cumbria 5. Lancashire 6. Blackpool * 7. Blackburn with Darwen * 8. Yorkshire de l'Ouest † 9. Yorkshire du Nord 10. Darlington * 11. Stockton-on-Tees * 12. Middlesbrough * 13. Hartlepool * 14. Redcar and Cleveland * 15. York * 16. Yorkshire de l'Est * 17. Kingston upon Hull * 18. North Lincolnshire * 19. North East Lincolnshire * 20. Lincolnshire 21. Nottinghamshire 22. Nottingham * 23. Yorkshire du Sud † 24. Derbyshire 25. Derbyshire * 26. Grand Manchester † 27. Merseyside † 28. Halton * | 1. Warrington * 2. Cheshire 3. Shropshire 4. Telford and Wrekin * 5. Staffordshire 6. Stoke-on-Trent * 7. West Midlands † 8. Warwickshire 9. Leicestershire 10. Leicester * 11. Rutland * 12. Northamptonshire 13. Peterborough * 14. Cambridgeshire 15. Norfolk 16. Suffolk 17. Essex 18. Southend-on-Sea * 19. Thurrock * 20. Hertfordshire 21. Bedfordshire 22. Luton * 23. Milton Keynes * 24. Buckinghamshire 25. Oxfordshire 26. Gloucestershire | 1. Worcestershire 2. Herefordshire * 3. South Gloucestershire * 4. Bristol * 5. North Somerset * 6. Bath and North East Somerset * 7. Wiltshire 8. Swindon * 9. Berkshire ‡ 10. Grand Londres ¹ 11. Medway * 12. Kent 13. Sussex de l'Est 14. Brighton and Hove * 15. Sussex de l'Ouest 16. Surrey 17. Hampshire 18. Southampton * 19. Portsmouth * 20. Île de Wight * 21. Dorset 22. Poole * 23. Bournemouth * 24. Somerset 25. Devon 26. Torbay * 27. Plymouth * 28. Cornwall |
| * Autorités unitaires † Comtés métropolitains ‡ Comtés non métropolitains | | |